# Bottesford, Leicestershire
Botesford este un oraș în comitatul Leicestershire, regiunea East Midlands, Anglia. Orașul aparține districtului Melton. 